# 日韓トンネル研究会
日韓トンネル研究会（にっかんトンネルけんきゅうかい）は、日本の特定非営利活動法人（NPO法人）。世界平和統一家庭連合（旧統一教会）の創始者の文鮮明の唱える「国際ハイウェイ」構想の実現のため、1983年5月に日本で設立された。その名のとおり日韓トンネルを研究する。2003年2月にNPO法人格を取得した。

## 概要・沿革
1981年11月、韓国のソウルで開催された統一教会の関連イベントである第10回「科学の統一に関する国際会議」で文鮮明が「国際ハイウェイプロジェクト」について語った。会議に出席した西堀栄三郎が、文の構想を日本に持ち帰った。
1982年2月9日、世界平和教授アカデミーは日韓トンネル計画に関する委員会を組織し、研究を開始した。
同年4月、国際ハイウェイ建設事業団（現・国際ハイウェイ財団）が設立。会長には久保木修己、理事長には梶栗玄太郎が就任した。
1983年5月24日、松下正寿、佐々木忠義、佐々保雄、西堀栄三郎らによって、日韓トンネルを研究するための団体「日韓トンネル研究会」の設立総会がホテルニューオータニで開催された。会長には佐々が就任した。事務所は、国際ハイウェイ建設事業団の事務所と同じ東京都渋谷区道玄坂2-10-12新大宗ビル3号館に置かれた。
2003年、自民党外交調査会（会長: 中山太郎）が日韓海底トンネル構想について調査。ドーバー海峡トンネルに携わった宇賀克夫、日韓トンネル研究会の高橋彦治・濱建介、の三氏にヒアリングを行った。三氏は日韓海底トンネルは「技術的には実現可能」との見解を示した。自民党の夢実現21世紀会議内の「国づくりの夢実現検討委員会（委員長: 木村太郎）」が3月に国民から募集した「夢」を下に日韓トンネルについての政策提言を発表していた。それにより同委員会と党外交調査会の連携で今後の検討を重ねることになった。その後の経緯は不明。
2004年2月2日、NPO法人格を取得した。
2008年3月、超党派の国会議員による「日韓海底トンネル推進議員連盟（代表: 衛藤征士郎）」が発足した。

## 役員

### 会長・理事長
- 会長：野沢太三（2006年5月31日就任）[10]
- 理事長：大島洋志[1]

歴代会長
| 代   | 氏名     | 就任日        | 退任日        | 備考         |
| ---- | -------- | ------------- | ------------- | ------------ |
| 初代 | 佐々保雄 | 1983年5月24日 | 2000年5月     |              |
| 2代  | 持田豊   | 2000年5月     | 2002年5月15日 | 任期中に死去 |
| 3代  | 高橋彦治 | 2002年5月     | 2006年5月     |              |
| 4代  | 野沢太三 | 2006年5月31日 | 現職          |              |

### 副会長など
- 副会長（1992年当時）
  - 金山政英（en、元駐大韓民国日本大使、「国際合同結婚式を支持する学者・文化人の会」世話人長）[12]、日韓文化交流会会長[13]）[14]
  - 瀧山養（元(社)海外鉄道技術協力協会理事長）
- 顧問（1992年当時）
  - 市川正己（元筑波大学副学長）
  - 尾上正男（元神戸学院大学学長）
  - 神山威（世界基督教統一神霊協会会長）
  - 沓掛哲男（参議院議員（元建設省技監））
  - 久保木修己（国際文化財団理事長）
  - 高田源清（九州大学名誉教授）
  - 那須聖（外交評論家）
  - 野沢太三（参議院議員（元日本国有鉄道施設局長））
  - 福田信之（元筑波大学学長）
  - 谷藤正三（元北海道開発庁事務次官 ）
  - 山田伴次郎（元宇都宮大学学長）
  - 上田稔（(社)日本技術士会会長）
  - 福原福太郎（全日本鉄道労働組合総連合会執行委員長）
- 参与（1992年当時）
  - 池田肇（横河工事(株)取締役相談役 ）
  - 太田慶一（サンコーコンサルタント(株)代表取締役社長）
  - 小山田秀夫（ 国際文化財団副理事長 ）
  - 京谷好泰（(株)テクノバ会長 ）
  - 岡本男雄（山岸建設(株)代表取締役社長）
  - 川岸偉志夫（ 日本鋼管(株)総合エンジニアリング事業部顧問）
  - 金海坤（(財)亜細亜技行協力会専務理事 ）
  - 黒田晃（日本工営(株)代表取締役副会長 ）
  - 小林直樹（住鉱コンサルタント(株)相談役 ）
  - 椎名敏行（朝日航洋(株)取締役 ）
  - 平兼武（(株)パスコ取締役会長 ）
  - 蜷川親治（総合地質調査(株)代表取締役会長）
  - 比留間豊（興和コンクリート(株)取締役 ）
  - 藤井宏惇（明治コンサルタント(株)相談役 ）
  - 渕野正雄（西松建設(株)監査役 ）
  - 松宮貢三（一成綜合建設(株)会長）
  - 宮崎政三（日本物理探鑛(株)技術顧問）
  - 林田隆（昭和炭酸(株)顧問 ）
- 理事長（1992年当時）
  - 梶栗玄太郎（国際ハイウェイ建設事業団理事長）
- 常任理事（1992年当時）
  - 大江益夫（(財)亜細亜技行協力会理事）
  - 大塚茂（(社)日本工業技術振興会理事 ）
  - 北原正一（(株)熊谷組顧問 ）
  - 佐久間昌昭（日本大学教授 ）
  - 清水馨八郎（千葉大学名誉教授）
  - 高橋彦治（地下工事コンサルタンツ(株)顧問）
  - 辻田時美（北海道大学名誉教授 ）
  - 村田良丸（日本シールドエンジニアリング(株)常任顧問）
  - 持田豊（サンコーコンサルタント(株)副社長 ）
  - 山岡建雄（国際ハイウェイ建設事業団副理事長 ）
- 理事（1992年当時）
  - 伊吹山四郎（大林道路(株)取締役相談役 ）
  - 太田洪量（国際ハイウェイ建設事業団常任理事）
  - 岡部達朗（東亜建設工業(株)副社長 ）
  - 折下功（帝京技術大学教授 ）
  - 兼重修 （熊本大学名誉教授 ）
  - 北村章（東急建設(株)常務取締役）
  - 久保村圭助（芝浦工業大学教授 ）
  - 紅林茂夫（国際経済研究センター理事長）
  - 河野博忠（筑波大学教授 ）
  - 坂上務（九州大学名誉教授 ）
  - 櫻井設雄（国際ハイウェイ建設事業団常任理事 ）
  - 杉本卓司（日本物理探鑛(株)代表取締役社長 ）
  - 濱建介 （前田建設工業(株)専務取締役 ）
  - 寺田敏巳（(株)ハッピーワールド代表取締役社長）
  - 吉村恒 （佐藤工業(株)専務取締役 ）
  - 五味一義（全日本鉄道労働組合総連合会総務財政局長）
  - 周藤健 （世界平和教授アカデミー常任理事 ）
  - 藤田雅弘（(株)大林組常務取締役 ）
  - 松尾昭吾（日本国土開発(株)常務取締役）
  - 柳沢三郎（(財)航空公害防止協会研究センター大気汚染部長）
  - 山崎達雄（九州大学名誉教授 ）
  - 渡邊偕年（(財)鉄道総合技術研究所専務理事）
- 監事（1992年当時）
  - 武田勝彦（早稲田大学教授）
  - 本島信　（弁護士）
- 事務局長 次長（1992年当時）
  - 稲田昭俊　　
  - 平野敦士
  - 前川和弥

### 九州支部（1992年当時）
- 九州支部支部長 
  - 高田源清（九州大学名誉教授）
- 九州支部副支部長
  - 兼重修（熊本大学名誉教授）、坂上務（九州大学名誉教授）、中冨正義（久光製薬(株)会長）、山崎達雄（九州大学名誉教授）
- 九州支部顧問
  - 山崎拓（衆議院議員）、太田誠一（衆議院議員）、古賀誠（衆議院議員）、麻生太郎（衆議院議員）、自見庄三郎（衆議院議員）、三原朝彦（衆議院議員）、古賀一成（衆議院議員）
  - 愛野興一郎（衆議院議員）、坂井隆憲（衆議院議員）、倉成正（衆議院議員）、久間章生（衆議院議員）、金子原二郎（衆議院議員）、虎島和夫（衆議院議員）、光武顕（衆議院議員）、髙木義明（衆議院議員）、初村滝一郎（参議院議員）、合馬敬（参議院議員）、三原朝雄（元衆議院議員）、松田九郎（前衆議院議員）、小渕正義（前衆議院議員）、北橋健治（前衆議院議員）、遠藤政夫（前参議院議員）、宮島滉（前参議院議員）
- 九州支部参与
  - 織田喜内（祐徳薬品工業(株)代表取締役 ）、黒木一夫（(株)寿工務店会長 ）、田口昭二（平戸商工会議所会頭 ）、田代信雄（元西日本技術開発(株)相談役）、親宮松比古（福岡県議会議員）、浜中茂足（福岡県議会議員）、原田薫（長崎県議会議員(壱岐分会会長) ）、古藤恒彦（長崎県議会議員(対馬) ）、吉見信喜（長崎県議会議員(対馬) ）、松尾武彦（前長崎県議会議員 ）、前間重幸（前長崎県議会議員(対馬)）、早田俊之助（前長崎県議会議員(対馬) ）、真崎寅二郎（ 元貝島炭鉱(株)管財人 ）、松尾千秋　（弁護士 ）、山口正次（元伊万里市市長 ）、下條昭五（壱岐・勝本町町長 ）、大皿川恵（壱岐･芦辺町町長 ）、山口銀矢（壱岐・石田町町長 ）、渋村寛（ 壱岐・郷ノ浦町町長 ）、原田保吉（対馬・厳原町町長 ）、松村良幸（対馬･美津島町町長 ）、長郷哲夫（対馬･豊玉町町長 ）、古里正四（対馬･上対馬町町長 ）、安藤茂喜（対馬･峰町町町長 ）、竹森清（対馬・上県町町長 ）
- 九州支部理事　
  - 相原安津夫（九州大学教授）、石堂稔（九州産業大学教授）、伊東尚美（日本地研(株)社長 ）、大内和臣（西南学院大学教授）、鎌田泰彦（長崎大学教授 ）、唐木田芳文（西南学院大学教授）、近藤満雄（九州産業大学教授）、白水伊久雄（サニーホワイト(有)代表取締役）、高橋清（長崎大学教授）、藤橋健次（国際ハイウェイ建設事業団唐津事務所所長）、三山忠（元自由民主党長崎県連総務）、武藤正行（国士舘大学客員教授）、森多三郎（久留米市議会議）、山内豊聡（九州大学名誉教授）、桧垣松夫（福岡教育大学名誉教授）、宮原昭二郎（長崎大学教授）林田秀文（九州東海大学教授）、清崎義春（(株)十八測量設計取締役）、樗木武（九州大学教授）、栗須正澄（長崎大学名誉教授）、国分節雄（福岡市議会議員）、水上信照（(株)東亜コンサルタント技師長）
- 九州支部監事　
  - 大橋三郎（福岡県民教育協議会会長）、谷本二郎（弁護士）
- 九州支部事務局長　
  - 末永　真一